# Кардалани (Авелино)
Кардалани је насеље у Италији у округу Авелино, региону Кампанија.
Према процени из 2011. у насељу је живело 25 становника. Насеље се налази на надморској висини од 359 м.